# I Portali
I Portali est un complexe de gratte-ciel de Milan en Italie.

## Histoire
Conçu par les architectes Antonio Citterio et Patricia Viel, le complexe est développé par COIMA. En juillet 2022, il est annoncé que la tour la plus haute sera louée à la société d'audit et de conseil KPMG, devenant ainsi son nouveau siège milanais. La fin des travaux est prévue pour le deuxième quadrimestre de 2025.

## Description
Le complexe se compose de deux bâtiments, dont le plus haut mesure 106 mètres et compte 24 étages. Le corps de cette tour est constitué de deux volumes principaux de hauteurs différentes, maintenant leur forme inchangée tout au long du développement vertical. Ces volumes sont disposés perpendiculairement à la via Melchiorre Gioia.
Le bâtiment dispose des premiers ascenseurs à deux cabines indépendantes dans une même cage en Italie, permettant une amélioration des temps d’attente et de l’utilisation de l’espace intérieur.